# Стрипунский, Александр Евгеньевич
Александр Евгеньевич Стрипунский (англ. Alexander (Alex) Stripunsky); род. 18 августа 1970, Харьков) — американский шахматист, гроссмейстер (1998). Окончил Харьковский институт инженеров городского хозяйства. С 1997 года живёт в США.
Второй призёр чемпионата США 2005 (разделил 1-2 м. с Хикару Накамурой, уступил в доп. партиях). Участник Кубка мира ФИДЕ 2005.
Третий призёр командного чемпионата России (1996, «Дон-СДЮШОР» Ростов-на-Дону).

## Изменения рейтинга
| График не отображается по техническим причинам. Чтобы исправить это, воспроизведите график в новом формате, если это возможно. |